# Авенариус, Рихард
Ри́хард Ге́нрих Лю́двиг Авена́риус (нем. Richard Heinrich Ludwig Avenarius 19 ноября 1843, Париж — 18 августа 1896, Цюрих) — швейцарский философ, профессор философии в Цюрихе (с 1877).

## Биография
Рихард Авенариус родился в 1843 году в Париже в семье издателя из Лейпцига Эдуарда Авенариуса (нем. Eduard Avenarius, 1809–1885). Мать — Цецилия Авенариус (в девичестве Гейер, нем. Cäcilie née Geyer, 1815–1893) — была дочерью известного немецкого актёра и художника Людвига Генриха Кристиана Гейера[en] и сводной сестрой композитора Рихарда Вагнера, который стал крёстным отцом будущего философа.
Учился в Лейпциге и Берлине. Совместно с Вильгельмом Вундтом он в 1877 году начал издавать в Лейпциге «Трехмесячник научной философии» (Vierteljahrschrift für wissenschaftliche Philosophie), оказавший заметное влияние на культурную жизнь Германии. С 1877 года и до самой смерти он преподавал «индуктивную философию» в Цюрихском университете.
Основатель нового философского учения, названного им эмпириокритицизмом,  Авенариус за отправной пункт познания принимает не мышление или субъект, не материю или объект, а опыт в том виде, в каком он непосредственно познаётся людьми. А потому метод философа заключается в чистом описании эмпирически данного. Учение Авенариуса о «принципиальной координации» («без субъекта нет объекта и без объекта нет субъекта») отвергает объективную реальность, существующую вне и независимо от сознания. Объективной истине он противопоставляет биологическую ценность познания по принципу наименьшей траты сил. Его целью была разработка философии как строгой науки — подобно природоведческим дисциплинам. Главное сочинение — «Критика чистого опыта» (Kritik der reinen Erfahrung, 1888—1890).
Философия Авенариуса оказала серьёзное влияние на физиков XX века, например на Эрвина Шрёдингера. Ленин в работе «Материализм и эмпириокритицизм» подверг философию Авенариуса резкой критике.